# Equifax
Equifax — американське бюро кредитної історії. Equifax збирає інформацію про більш ніж 800 мільйонів фізичних осіб і більш ніж на 88 мільйонів компаній по всьому світу. Засноване в 1899 році, розташована в Атланті, штат Джорджія. Є одним з трьох найбільших кредитних агентств в США, поряд з Experian і TransUnion (разом їх називають "великою трійкою"). Річний дохід Equifax становить 3,1 мільярда доларів США, в компанії працює понад 9 тисяч співробітників у 14 країнах.
Крім кредитного скорингу, надання кредитних рейтингів і демографічних даних для бізнесу, Equifax пропонує комерційні послуги кредитного моніторингу і запобігання шахрайства безпосередньо споживачам. Відповідно до законів США, як й інші бюро кредитних історій, Equifax надає жителям США один безкоштовний звіт про кредитному рейтингу в рік.
У вересні 2017 Equifax повідомила, що зазнала найбільшого злому в період із середини травня до липня 2017 року, в ході якого зловмисники отримали доступ до персональних даних 145,5 млн осіб, мешканців США, Канади та Великої Британії. Були вкрадені повні імена, номери Соціального Страхування, дати народження, адреси і, у деяких випадках, номери водійських прав. Також була вкрадена інформація про 209 тисяч кредитних карток. Компанія стверджує, що виявила свідоцтва про кіберзлочини 29 липня 2017.